# Verbascum stojanovi
Verbascum stojanovi är en flenörtsväxtart som beskrevs av Javorka. Verbascum stojanovi ingår i släktet kungsljus, och familjen flenörtsväxter. Inga underarter finns listade i Catalogue of Life.